# Енга
Енга је назив који се користи за етничку групу која живи у висоравнима Папуе Нове Гвинеје, односно провинцију Нове Гвинеје у којој Енга чине већину.
Енга се углавном налази на висини изнад 2000 m, што је чини једним од најизолованијих делова света.
Трагови првих људских настанака датирају од 12.000 година. Енга представља једину провинцију Нове Гвинеје где нема неке велике етничке или језичке шароликости. Народ Енга је у озбиљнији контакт с Европљанима дошао тек у првој половини 20. века. Аустралијска влада је трајнију присутност остварила тек 1950-их, а нешто пре поглашења независности Папуе Нове Гвинеје 1975. године Енга је постала посебна провинција.